# Neoperla taiwanica
Neoperla taiwanica är en bäcksländeart som beskrevs av Ignac Sivec och Peter Zwick 1987. Neoperla taiwanica ingår i släktet Neoperla och familjen jättebäcksländor. Inga underarter finns listade i Catalogue of Life.